# Ivan Omahen
Ivan Omahen, slovenski gradbeni inženir in generalmajor JLA, * 18. maj 1923, Krško.
Leta 1950 je na ljubljanski tehniški fakulteti končal študij gradbeništva. Po diplomi je služboval kot vojaški projektant v Beogradu. V letih 1962−1967 je bil glavni inženir vojaškega gradbenega oddelka v Skopju, nato med drugim 1973-1985 še glavni inženir in načelnik gradbene uprave JLA v Beogradu. Posebej je zaslužen za organizacijo obnove v potresu 26. junija 1963 močno poškodovanega Skopja.